# Pseudoleskea stratosa
Pseudoleskea stratosa là một loài Rêu trong họ Leskeaceae. Loài này được (Mitt.) Sauerb. mô tả khoa học đầu tiên năm 1879.